# Mycalesis penicillata
Mycalesis penicillata är en fjärilsart som beskrevs av Gustave Arthur Poujade 1884. Mycalesis penicillata ingår i släktet Mycalesis och familjen praktfjärilar. Inga underarter finns listade i Catalogue of Life.